# ديمون ماركس
ديمون ماركس (بالإنجليزية: Damon Marks)‏ هو منتج أسطوانات وكاتب أغاني وموسيقي أمريكي، ولد في 6 أكتوبر 1974 في ليفنجستون ‏ في الولايات المتحدة.

## وصلات خارجية
- ديمون ماركس على موقع أول ميوزيك (الإنجليزية)

- الموقع الرسمي